# Francisco Pignatari
Francisco „Baby“ Matarazzo Pignatari (* 11. Februar 1916 in Neapel, Italien; † 27. Oktober 1977 in São Paulo, Brasilien) war ein brasilianischer Unternehmer und Playboy.

## Leben
Pignatari wurde 1916 in Neapel geboren. Seine Mutter war eine Tochter des italienischen Grafen Francesco Matarazzo, der Brasiliens reichste Industrie-Dynastie begründete. Sein Vater war Augenarzt und betrieb später ein kleines Stahlwerk in Brasilien.
1937 übernahm Pignatari im Alter von 20 Jahren selbst das väterliche Stahlgeschäft. Innerhalb von sechs Jahren erhöhte er die Zahl der Angestellten von 400 auf 10.000. 1950 war er einer der 20 reichsten Männer Brasiliens.
Pignatari hatte eine Vielzahl von Affären mit bekannten Hollywood-Schauspielerinnen. Er war mehrfach verheiratet: mit Marina Parodi Delfino (1940–1947), Nelita Alves de Lima (1950–1957), Ira von Fürstenberg (1961–1964) und Maria Regina Fernandes (1971–1977).